# Frýdlantské okresní dráhy
Frýdlantské okresní dráhy (německy Friedländer Bezirksbahn, zkratka FBB, česky FOD) byla železniční společnost provozující místní dráhy v okolí Frýdlantu. Vznikla 4. března 1903, tedy v období, kdy rakousko-uherský stát a země s pomocí zákonů o lokálních drahách podporovaly výstavbu těchto tratí vedoucích často do okrajovějších regionů.
Původním koncesionářem tratí byl frýdlantský okresní výbor. Finanční zajištění projektu umožnily dvě německé firmy, a sice banka z Darmstadtu a stavební firma Herrmana Bachsteina z Berlína (ta stavěla trať z Raspenavy do Bílého Potoka).

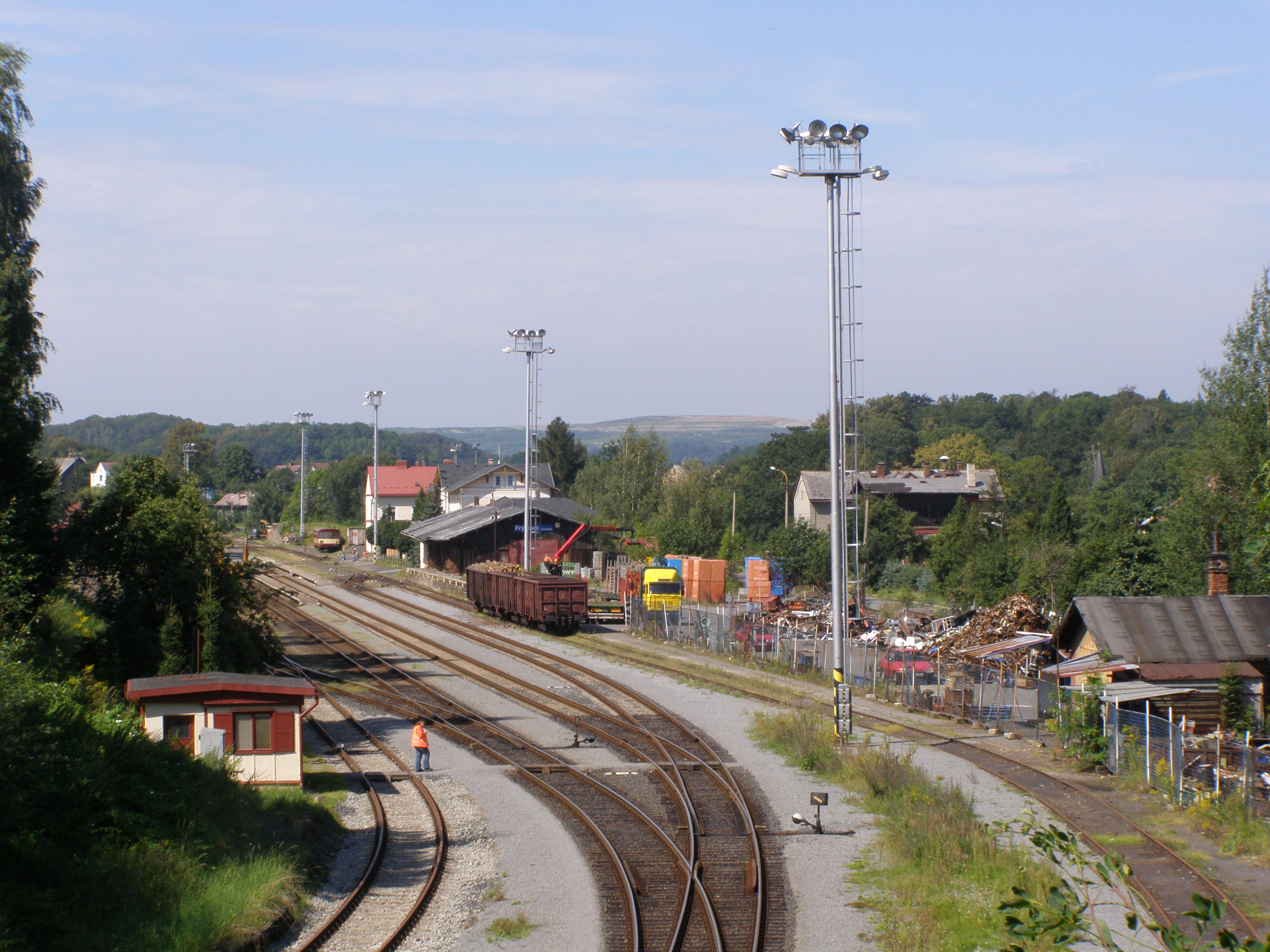
Frýdlant stál v centru 42 kilometrů dlouhé sítě tratí společnosti FBB.

Později, až po zahájení provozu na všech tratích, se roku 1904 konsorcium přeměnilo na akciovou společnost. Frýdlantským výběžkem už před výstavbou místních drah procházela hlavní trať Jihoseveroněmecké spojovací dráhy z Liberce přes Frýdlant do tehdejšího Německa. Ve stanici Raspenava tak odbočovala první z tratí postavených touto společností – Raspenava – Bílý Potok, jež byla otevřena v 3. května 1900. 25. srpna 1900 byla otevřena dnes už zrušená úzkorozchodná trať s v Česku atypickým rozchodem 750 mm, která vedla z Frýdlantu přes Heřmanice a státní hranici s napojením na německé úzkorozchodné tratě v okolí Žitavy. Byl to tedy jediný úzkorozchodný železniční přechod na českém území. 2. srpna 1902 byla zahájena doprava na poslední trati společnosti – Frýdlant v Čechách – Jindřichovice pod Smrkem, kde byl další hraniční přechod do Německa, který je dnes už také zaniklý.
Na rozdíl od mnoha jiných lokálkových společností si tato firma zajišťovala provoz sama. K roku 1924 tak zaměstnávala 85 lidí a měla celkem devět vlastních lokomotiv (šest normálního rozchodu, tři úzkorozchodné). V čele společnosti byla správní rada ve složení:
- prezident
  - Heinrich Ehrlich, předseda okresního výboru ve Frýdlantě
- viceprezident
  - Markus Roth, vrchní inženýr z Vídně
- členové
  - Bernard Bachstein, železniční ředitel z Berlína
  - Carl Fridrich Hedderich, komerční rada z Darmstadtu
  - Oskar Freiherr von Klinger, velkoprůmyslník z Nového Města pod Smrkem
  - Moritz Pflaum, bankéř z Vídně
- provozní ředitel
  - Carl Utschik, z Frýdlantu

Přes státní garance se však firma brzy dostala do hospodářských potíží. Úzkorozchodná trať byla ve ztrátě prakticky celou dobu existence FBB, od roku 1908 se již v potížích ocitla celá společnost, která spadla k roku 1919 do otevřené krize, která vyústila v zestátnění provozu od 1. ledna 1925 – tedy spolu s celou řadou dalších malých lokálkových společností. Společnost však nadále existovala a její situace se dále zhoršovala s hospodářskou krizí ve třicátých letech 20. století. Po smrti hlavního akcionáře došlo k předání jeho akcií státu. Již jen formálně existující společnost zanikla úplným zestátněním až 30. prosince 1948.